# Podmaršal
Podmaršal (njem. Feldmarschalleutnant, skraćenica FML; podvojvoda, zamjenik vojskovođe) je bio generalski čin u nekim vojskama.

## Povijest
Čin je postojao kao drugi najviši čin u carskoj habsburškoj vojsci od 17. stoljeća do 1806. i u austrougarskoj vojsci do 1918. Međutim, drugi najviši čin bio je do 1915. (kad je uveden čin general-pukovnika – Generaloberst). Odgovarao je činu general-poručnika u pruskoj vojsci. Podmaršal je najčešće zapovijedao divizijom, a oslovljavan je s "ekscelencijo". Primjerice, svi zapovjednici Kr. hrvatskog domobranstva nosili su čin podmaršala.
U Austriji nakon 1918. tradicija čina je očuvana u činu Oberbefehlshaber. 1933., promjenom sustava činova, ponovno je uveden naziv Feldmarschalleutnant.
Čin podmaršala se održao i u mađarskoj vojsci sve do kraja Drugog svjetskog rata.

## Čin danas
U današnjem sustavu činova modernih vojski, čin podmaršala bi se mogao usporediti s činom general-bojnika.